# Volo Aeroflot 331
Il volo Aeroflot 331 era un volo passeggeri internazionale operato da un Ilyushin Il-62 che si schiantò a circa un chilometro dall'aeroporto Internazionale José Martí, a L'Avana, Cuba, il 27 maggio 1977. L'incidente avvenne dopo che l'aereo colpì delle linee elettriche durante la fase finale dell'avvicinamento all'aeroporto in condizioni di maltempo. Solo due dei 70 occupanti a bordo sopravvissero. La causa dell'incidente venne giudicata essere un errore del pilota.

## L'aereo
Il velivolo coinvolto era un Ilyushin Il-62M, registrato CCCP-86614 e operato dalla direzione dell'aviazione civile internazionale di Aeroflot. Al momento dell'incidente, l'aereo aveva accumulato 5 549 ore di volo in 1 144 cicli di decollo-atterraggio. Era stato consegnato ad Aeroflot nel 1975.

## Passeggeri ed equipaggio
Nello scalo a Lisbona, in Portogallo, un nuovo equipaggio prese il comando dell'aereo. Era composto da cinque uomini: il comandante Viktor Orlov, il copilota Vasilij Ševelev, il navigatore Anatolij Vorob'ëv, l'ingegnere di volo Jurij Suslov e l'operatore radio Evgenij Pan'kov. Cinque assistenti di volo erano in cabina.

## L'incidente
Alle 03:32 UTC, il volo 331 decollò dall'aeroporto di Lisbona e salì a 35 000 piedi (11 000 m). Durante l'avvicinamento a L'Avana, l'equipaggio riferì di false letture di altitudine e pressione atmosferica. Fu quindi concesso loro il permesso di scendere da 35 000 piedi (11 000 m) a 15 000 piedi (4 600 m) e poi a 3 000 piedi (910 m). In quelle ore erano presenti nubi cumuliformi, la visibilità era di 8 km con una fitta nebbia a 40 m, la pressione atmosferica era di 758 mm Hg (o 0,99737 atm) e la temperatura era di 21 °C. Alle 08:45:28 (12:45:28 UTC) ora locale, ancora a più di un chilometro dalla pista, l'equipaggio avvistò quattro linee elettriche alte 28 metri tentò di evitarle alzando il muso. Tuttavia, a 23-25 m, l'aereo colpì tutte e quattro le linee, tagliando lo stabilizzatore e recidendo i flap esterni dell'ala destra. Il danno causò al velivolo una virata brusca di 70° a destra nei successivi tre secondi. L'Il-62 colpì il suolo con l'ala destra e il muso e prese fuoco. Rimase intatta solo la sezione della coda, tutto il resto fu divorato dall'incendio.

## Le indagini
L'indagine successiva rivelò gravi errori commessi dall'equipaggio negli ultimi istanti del volo. La causa principale dell'incidente fu una palese violazione della procedura di avvicinamento, errori nel calcolo dell'altitudine con letture errate dell'altimetro che portarono a una discesa prematura e al tentativo dell'equipaggio di un avvicinamento visivo nella nebbia densa. Fu anche citato l'uso scorretto del radioaltimetro da parte dei piloti.